# Rajon Tschaschniki

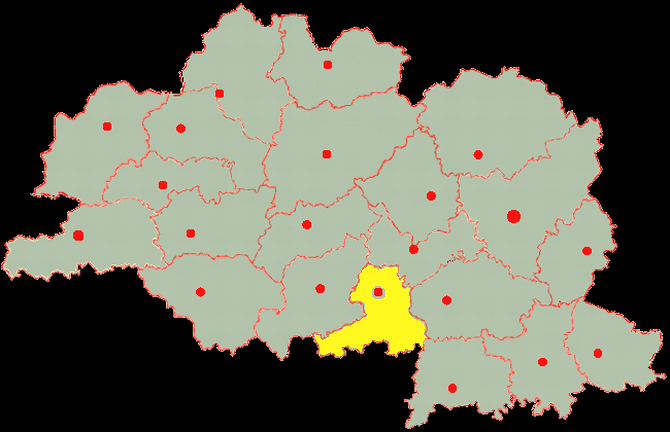
Rajon Tschaschniki, Karte

Der Rajon Tschaschniki (belarussisch Чашніцкі раён; russisch Чашницкий район) ist eine Verwaltungseinheit im südlichen Teil der Wizebskaja Woblasz in Belarus mit dem administrativen Zentrum in der Stadt Tschaschniki. Der Rajon hat eine Fläche von 1500 km² und umfasst 213 Ortschaften.

## Geographie
Der Rajon Tschaschniki liegt im Süden der Wizebskaja Woblasz. Die Nachbarrajone in der Woblast Wizebsk sind im Nordwesten Lepel, im Norden und Nordosten Beschankowitschy, im Nordosten Senna und im Südosten Talatschyn.

## Geschichte
Der Rajon Tschaschniki wurde am 17. Juli 1924 gebildet.